# Pericallia nigrostriata
Pericallia nigrostriata är en fjärilsart som beskrevs av O. Schultz 1905. Pericallia nigrostriata ingår i släktet Pericallia och familjen björnspinnare. Inga underarter finns listade i Catalogue of Life.